# Piemonte
Piemonte (piemontesiska: Piemont, franska: Piémont) är en region i nordvästra Italien. Regionen hade cirka 4,25 miljoner invånare (2022), på en yta av 25 387 km². Huvudort är Turin. Före år 1860 var Piemonte kungariket Sardiniens huvuddel.
Piemonte omges på tre sidor av Alperna. Aostadalen i nordväst hör både historiskt och geografiskt till Piemonte, men utgör en autonom region. I norr gränsar Piemonte till Schweiz, i väster till Frankrike, i söder till Ligurien, i sydöst till Emilia-Romagna och i öster till Lombardiet.
Piemonte är indelat i åtta provinser, av vilka sju är namngivna efter sin största stad: Alessandria, Asti, Biella, Cuneo, Novara, Turin, Verbano-Cusio-Ossola och Vercelli. Ett par andra viktiga städer är Moncalieri och Rivoli.

## Geografi
Piemontes slätter är bördiga jordbruksområden, där man odlar vete, ris, majs och vindruvor. Regionen är en av Italiens stora vinregioner. Mer än hälften av dess 70 000 hektar vingårdar har beteckningen DOC. Några kända viner är Barbera, Barolo, Barbaresco och Dolcetto. Regionen har också stora industriområden, bland annat i Turin där man tillverkar Fiat.